# Актуарий
Актуа́рий (англ. actuary) — специалист по страховой математике (математической статистике и теории вероятностей), владеющий теорией актуарных расчётов. Занимается разработкой методологии и исчислением страховых тарифов, расчётами, связанными с образованием резерва страховых взносов по долгосрочным видам страхования, определением размеров выкупных и редуцированных страховых сумм, а также ссуд по договорам страхования жизни и пенсий. Актуарии проводят оценку систем финансовой безопасности, уделяя особое внимание их сложности, математике и механизмам функционирования. Правительственный актуарий отвечает за вопросы национального страхования и пенсионных программ.
В то время как история страхования восходит к античности, концепции, необходимые для научной оценки и снижения рисков, берут свое начало в исследованиях XVII века по теории вероятностей и аннуитетам. Актуариям XXI века требуются аналитические навыки, деловые знания и понимание человеческого поведения и информационных систем для разработки и управления программами, которые контролируют риск. Фактические шаги, необходимые для того, чтобы стать актуарием, обычно зависят от страны. Однако почти везде этот процесс имеет строгую структуру обучения или сдачи экзаменов, и для того требуется много лет.
Профессия актуария неизменно считается одной из самых востребованных. В различных исследованиях, начиная с 2010 года, должность актуария неоднократно занимала первое или второе место рейтинга.

## Возникновение профессии
Ещё с момента рождения цивилизации и по мере развития экономических связей в обществе постепенно проявлялась необходимость разделения различных рисков. Например, люди, которые всю жизнь жили в деревне, подвергались риску пожара, в результате которого их сообщества или семья могли остаться без крова. После появления бартера возникли более сложные риски. Купцы, отправлявшиеся в торговые поездки, несли риск потери доверенных им товаров, своего имущества или даже своей жизни. Посредники в торговле строили склады, что подвергало их финансовому риску. Первичные поставщики в домохозяйствах рисковали преждевременной смертью, инвалидностью или немощью, что могло бы привести к голоду их иждивенцев. Получение кредита было затруднено, если кредитор беспокоился о невозможности погашения кредита в случае смерти или немощи заёмщика. Всё это порождало необходимость введения института страхования.

## Область деятельности
В основном знания актуария находят применения в страховом и инвестиционном бизнесе — в обеих профессиях необходимо оценивать вероятности денежных потоков.
В страховом бизнесе актуарий занимается:
- разработкой методологии и исчислением страховых тарифов;
- расчётами, связанными с образованием резерва страховых взносов по долгосрочным видам страхования;
- определением размеров выкупных и редуцированных страховых сумм;
- определением размеров ссуд по договорам страхования жизни и пенсий;

В инвестиционном бизнесе в задачи актуария входит:
- разработка и применение моделей оценки рисковых инструментов;
- расчёт резервов инвестиционного фонда (в том числе обязательных законодательно);